# Smalle vlakjesmot
De smalle vlakjesmot (Catoptria osthelderi) is een vlinder uit de familie grasmotten (Crambidae). De spanwijdte van de vlinder bedraagt tussen de 22 en 29 millimeter. De imago is alleen van C. permutatellus te onderscheiden door microscooponderzoek van de genitaliën.

## Waardplanten
De smalle vlakjesmot heeft mossen als waardplanten.

## Voorkomen in Nederland en België
De smalle vlakjesmot is in Nederland een niet zo algemene en in België een zeldzame soort. Hoewel de soort pas in 1950 is beschreven, is vastgesteld dat hij in 1937 in Nederland voor het eerst is gevangen in Amsterdam. De soort heeft jaarlijks één generatie die vliegt van juni tot september.